# (35032) 1981 EL26
(35032) 1981 EL26 es un asteroide perteneciente al cinturón de asteroides, descubierto el 2 de marzo de 1981 por Schelte John Bus desde el Observatorio de Siding Spring, Nueva Gales del Sur, Australia.

## Designación y nombre
Designado provisionalmente como 1981 EL26.

## Características orbitales
1981 EL26 está situado a una distancia media del Sol de 2,322 ua, pudiendo alejarse hasta 2,720 ua y acercarse hasta 1,924 ua. Su excentricidad es 0,171 y la inclinación orbital 8,574 grados. Emplea 1292,49 días en completar una órbita alrededor del Sol.

## Características físicas
La magnitud absoluta de 1981 EL26 es 15,1. Tiene 5,062 km de diámetro y su albedo se estima en 0,052. 